# Всходи (Оренбурзький район)
Всхо́ди (рос. Всходы) — селище у складі Оренбурзького району Оренбурзької області, Росія.

## Населення
Населення — 152 особи (2010; 193 у 2002).
Національний склад (станом на 2002 рік):
- казахи — 89 %